# دومین دوره جوایز اسکار

دومین جشنواره اسکار در هتل آمباسادور کالیفرنیا لس آنجلس ۱۹۳۰

دومین دوره مراسم جایزه اسکار در روز ۳ آوریل سال ۱۹۳۰ در هتل آمباسادور شهر لس برگزار شد. این مراسم اجرای زنده رادیویی داشت. جوایز مابین فیلم‌هایی که از ۱ اوت ۱۹۲۸ تا ۳۱ ژوئیه ۱۹۲۹ اکران شده بود اهدا شد
در این دوره از مراسم اسکار برگزیدگان تنها از روی سوابق کاری فیلمسازان انتخاب شدند و لیستی برای اعلام نامزدهای جوایز به‌طور رسمی وجود نداشت.

## جوایز
| بهترین فیلم | بهترین کارگردانی |
| --- | --- |
| - لاورنس واینگارتن ایروینگ تالبرگ برای مترو گلدوین مایر - نوای برادوی - رولان وست برای یونایتد آرتیستز - شاهد - وینفیلد شیهن برای شرکت فیلم فاکس - در آریزونای قدیم - ایروینگ تالبرگ و هری راپف برای مترو گلدوین مایر - نمایش هالیوود ۱۹۲۹ - ارنست لوبیچ برای پارامونت پیکچرز - میهن‌پرست                            | - فرانک لوید – بانوی الهی - لیونل باریمور – مادام اکس - هری بومونت - نوای برادوی - ایروینگ تالبرگ - در آریزونای قدیم - فرانک لوید - کشیدن - فرانک لوید - رودخانه خسته - ارنست لوبیچ - میهن‌پرست |
| بهترین بازیگر نقش اول مرد | بهترین بازیگر نقش اول زن |
| - وارنر بکستر – در آریزونای قدیم - جرج بنکرافت – تهدید - چستر موریس – شاهد - پل مونی – دلیر - لوئیس استون – میهن‌پرست | - مری پیکفورد – خروس - روت چترتن – مادام اکس - بتی کامپسن – جارزن - جین ایگلز – نامه - کورین گریفیت – بانوی الهی - بسی لاو – نوای برادوی                                                       |
| فیلم‌نامه اقتباسی | |
| - هانس کرالی – میهن‌پرست - تام بری – در آریزونای قدیم - تام بری – دلیر - الیوت کلاوسون – پلیس - الیوت کلاوسون – The Leatherneck - الیوت کلاوسون – سال از سنگاپور - الیوت کلاوسون – آسمان‌خراش - هانس کرالی – آخرین خانم چینی - جوزفین لاوت – دختران رقصنده ما - بس مردیت – A Woman of Affairs - بس مردیت – شگفتی زنان | |
| بهترین فیلمبرداری | بهترین کاگردانی هنری |
| - کلاید د وینا - سایه‌های سفید در دریاهای جنوبی - جرج بارنز – دختران رقصنده ما - آرتور ادسون – در آریزونای قدیم - ارنست پالمر – ۴ ابلیس - ارنست پالمر – فرشته خیابانی - جان اف. سایتز – بانوی الهی | - سدریک گیبنز - پل سن لوئیس ری - هانس درایر - میهن‌پرست - میچل لایزن - دینامیت - ویلیام کمرون مینزیز - بیداری - ویلیام کمرون مینزیز - شاهد - هری اولیور - فرشته خیابانی                         |